# شهرستان ازگیش
شهرستان ازگیش (به لاتین: Zgierz County) (تلفظ: [zɡʲɛʂ] () یک شهرستان در لهستان است که در استان ووتسکی واقع شده‌است.

## خصوصیات
شهرستان ازگیش ۸۵۳٫۷۱ کیلومترمربع مساحت و ۱۶۱٬۰۱۲ نفر جمعیت دارد.